# Typist Artist Pirate King
Typist Artist Pirate King est un film britannique réalisé par Carol Morley, sorti en 2022.

## Fiche technique
- Réalisation et scénario : Carol Morley
- Musique : Carly Paradis
- Photographie : Agnès Godard
- Montage : Alex Mackie
- Société de production : Cannon and Morley Productions, MBK Productions et Solas Mind
- Pays de production :  Royaume-Uni
- Langue : anglais
- Durée : 108 minutes
- Dates de sortie : 
  - Estonie : 19 novembre 2022 (première au Festival du film Nuits noires de Tallinn)
  - Royaume-Uni : 8 mars 2023 (première au Glasgow Film Festival), 27 octobre 2023 (sortie en salles)

## Distribution
- Monica Dolan : Audrey Amiss
- Kelly Macdonald : Sandra
- Gina McKee : Dorothy
- Christine Bottomley : Joan
- Kieran Bew : Gabe Patier
- James Jaysen Bryhan : Kitchen Porter
- Kya Brame : Pouting Pamela
- Joanne Allen : Knitting Nelly
- Gavin Kitchen : Policeman
- Matilda Firth : Magic Girl

## Sortie et accueil
Le film a rapporté 28 654 £ au box-office britannique lors de son week-end d'ouverture, où il a été projeté dans 25 salles au Royaume-Uni. Pour son deuxième week-end en salles, le film a enregistré une baisse de 73 % lors de son week-end d'ouverture, ne parvenant à rapporter que 7 739 £, soit un total de 53 298 £.